# Diario Noticias (Paraguay)
Diario Noticias fue un diario matutino paraguayo, editado en la ciudad de Asunción. Fundado por Nicolás Bo el 12 de julio de 1984, hasta su cierre el 12 de febrero de 2005, por problemas financieros.